# Natalie Smith
Natalie Smith (nascida em 23 de abril de 1975) é uma atleta paralímpica australiana que compete na modalidade tiro esportivo. Conquistou a medalha de prata na carabina de ar 10 metros em pé mista SH1 dos Jogos Paralímpicos de Verão de 2012 em Londres. Também disputou a Paralimpíada do Rio de Janeiro, em 2016. Obteve a medalha de ouro ao disputar a Copa do Mundo do Comitê Paralímpico Internacional de 2015 em Fort Benning, nos Estados Unidos.

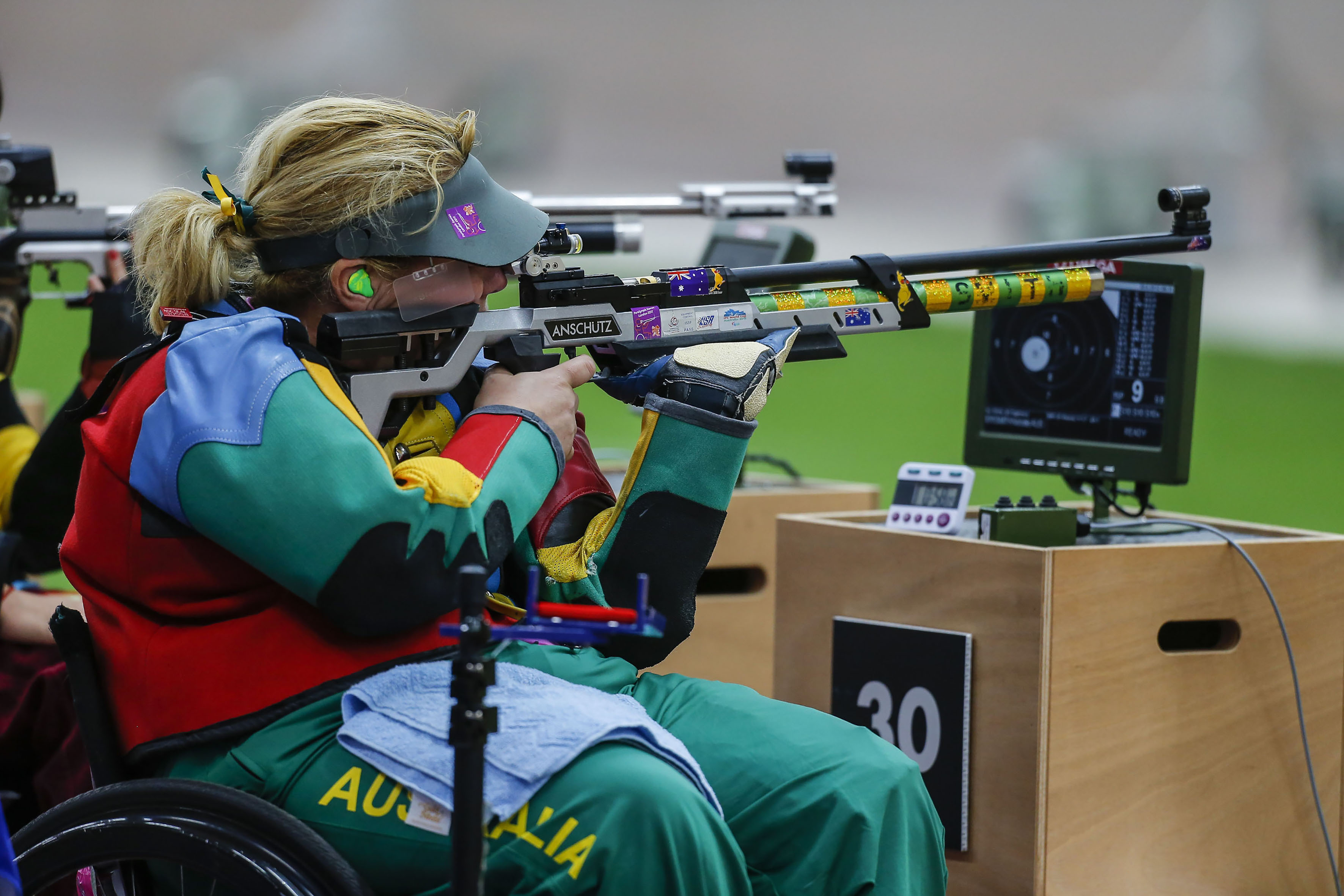
Natalie durante os Jogos Paralímpicos de Londres 2012.